# Nichane
Nichane (àrab marroquí: نيشان, Nīxān, ‘Directe’; amazic: نيشان), antigament anomenat Aljareeda Alokhra (àrab: الجريد الأخرى, al-Jarīda al-Uẖrà) va ser un setmanari de notícies marroquí escrit en àrab i dàrija (àrab marroquí).

## Història i perfil
Nichane va ser publicada entre setembre de 2006 i octubre de 2010, quan va deixar d'aparèixer a causa d'un «boicot publicitari persistent», iniciat per les grans empreses properes al poder. El seu redactor en cap va ser Driss Ksikes. La revista era una publicació germana de la revista francòfona TelQuel i tenia la seu a Casablanca.

## Censura: l'afer dels acudits
En el seu número del 15 de desembre de 2006 va publicar un article titulat Bromes: Com els marroquins es riuen de la religió, el sexe i la política. Com a extensió, Nichane va publicar una barra lateral amb acudits extrets del patrimoni oral marroquí, burlant-se de la religió.
Aquest dossier va causar un enrenou, els acudits sobre l'islam van ser considerats ofensius, insultants i blasfems per alguns lectors. Es va crear un web islamista per posar en marxa una campanya per prohibir el setmanari. Les trucades dels seus iniciadors van ser transmeses pels mitjans de comunicació àrabs de manera que els parlamentaris kuwaitians van protestar davant l'ambaixada del Marroc.
El 20 de desembre de 2006 l'aleshores primer ministre marroquí Driss Jettou va emetre un comunicat prohibint així la difusió i distribució de Nichane. Aquesta prohibició es va produir com a resultat de la publicació d'"acudits provocatius" relacionats amb la religió i l'últim rei del Marroc, Hassan II.
Driss Ksikes i un altre periodista, Sanaa al-Aji, foren processats per "difamar l'islam i perjudicar la moral". La decisió fou aclamada pel Consell d'Ulemes del Marroc i diverses associacions marroquines conservadores, però denunciat pel sindicat de periodistes i diverses associacions. El dilluns 9 de gener de 2007, davant del Tribunal de Primera Instància de Casablanca, el fiscal va sol·licitar per als dos periodistes una condemna de dos a cinc anys presó, la prohibició tant de la publicació com de l'exercici de la professió per als dos periodistes. Una acusació particularment greu, considerada una bogeria i arcaica per l'associació Reporters Sense Fronteres.
El 15 de gener de 2007 el tribunal de primera instància de Casablanca va emetre el seu veredicte i condemnà els dos periodistes a tres anys de presó condicional i una multa de 80.000 dirhams (al voltant de 7.220 euros) cadascun. El tribunal, que no va seguir la petició del fiscal, prohibí dos mesos (de 15 de gener a 15 de març de 2007) la publicació del setmanari. Els dos periodistes va defensar el seu article. Nichane ha tornat a aparèixer als quioscos el 17 de març de 2007. Driss Ksikes va renunciar al seu càrrec després del procés i la direcció de la publicació va anar a Ahmed Benchemsi, director de TelQuel.
En desembre de 2009 la policia va destruir 100.000 exemplars de la revista després que va publicar una enquesta d'opinió no autoritzada del rei marroquí Mohammed VI.
En octubre de 2010 l'editor Ahmed Benchemsi va anunciar el tancament de la revista, al·legant un boicot publicitari del hòlding de propietat reial ONA/SNI.